# Polymultipliée de l'Hautil
La Polymultipliée de l'Hautil, también conocida como Polymultipliée Lyonnaise, fue una carrera ciclista profesional francesa de un día que se disputó en los departamentos de Yvelines y de Valle del Oise, en el mes de septiembre.
Durante las dos ediciones la prueba (1997 y 1998) formó parte de la Copa de Francia de Ciclismo. Después de aquellas dos ediciones, la prueba se continuó disputando pero solamente para categorías no profesionales.

## Palmarés

### Profesional
| Año  | Ganador          | Segundo    | Tercero         |
| ---- | ---------------- | ---------- | --------------- |
| 1997 | Mauro Gianetti   | Xavier Jan | Lilian Lebreton |
| 1998 | Emmanuel Magnien | Jens Voigt | Pascal Lino     |

### Amateur
- 1999:  Guillaume Lejeune
- 2000:  Marc Thevenin
- 2002:  Benoït Luminet
- 2003:  Benoït Luminet
- 2004:  Carl Naibo
- 2005:  Samuel Plouhinec
- 2006:  Maxime Mederel
- 2007:  Noan Lelarge
- 2008:  Mateusz Taciak

## Palmarés por países
A continuación se citan los países de los ganadores solamente en categoría profesional.
| País    | Victorias |
| ------- | --------- |
| Suiza   | 1         |
| Francia | 1         |